# مسجد چهل‌ستون سمنان
مسجدجامع ومسجدچهل ستون مربوط به دوره صفوی - دوره زند است و در سرخه، خیابان محرم واقع شده و این اثر در تاریخ ۲ خرداد ۱۳۷۸ با شمارهٔ ثبت ۲۳۲۵ به‌عنوان یکی از آثار ملی ایران به ثبت رسیده است.